# 803 Picka
803 Picka је астероид са пречником од приближно 46,50 .
Афел астероида је на удаљености од 3,411 астрономских јединица (АЈ) од Сунца, а перихел на 2,989 АЈ.
Ексцентрицитет орбите износи 0,065, инклинација (нагиб) орбите у односу на раван еклиптике 8,666 степени, а орбитални период износи 2091,107 дана (5,725 година).
Апсолутна магнитуда астероида је 9,60 а геометријски албедо 0,118.
Астероид је откривен 21. марта 1915. године.